# PC Card

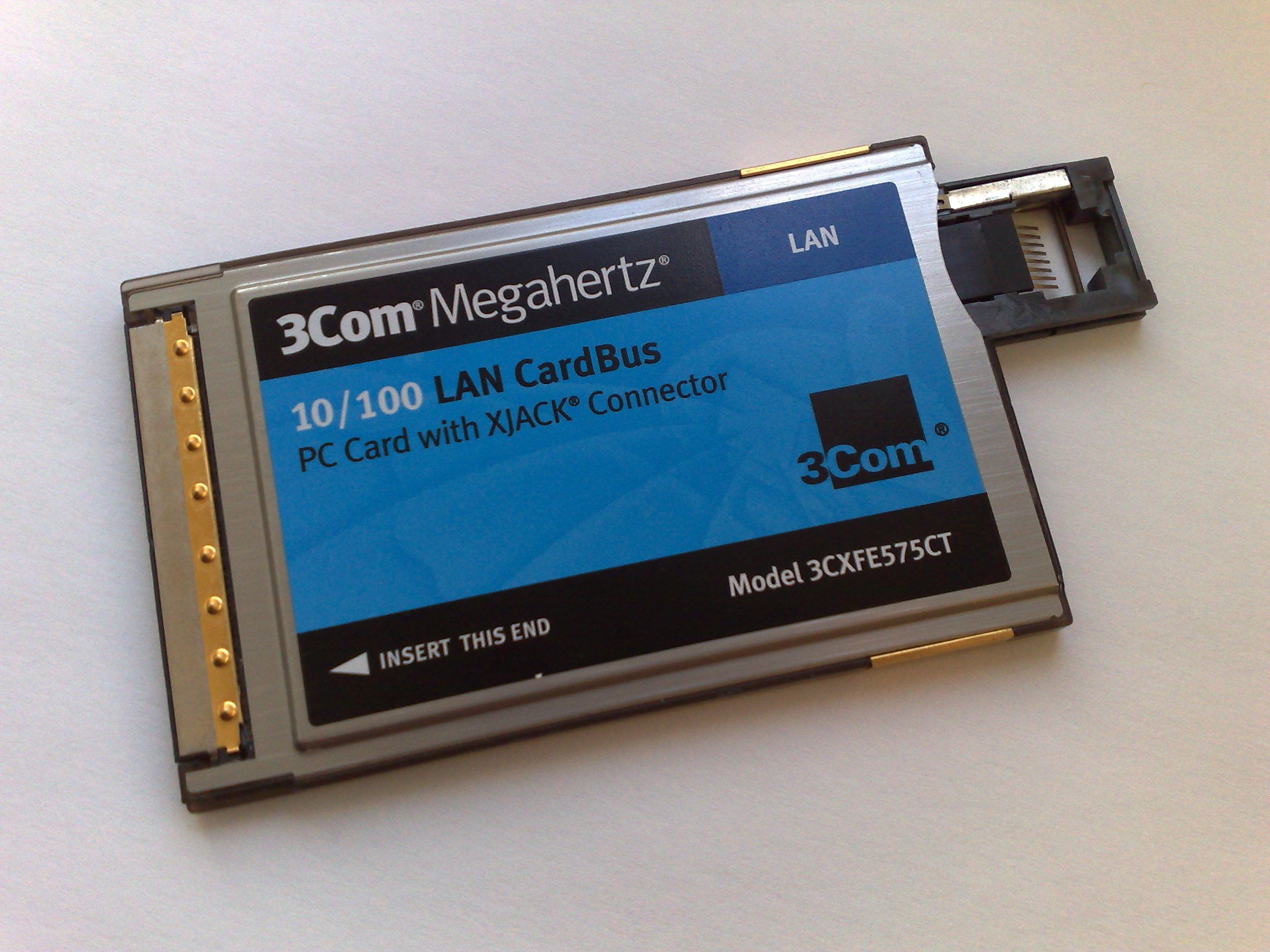
Un adattatore di rete PC Card

La PC Card, inizialmente denominata PCMCIA Card (o brevemente PCMCIA) è uno standard d'interfaccia elettronica ideato nel 1990, destinata a computer portatili, o altri tipi di dispositivi elettronici portatili, e accessibile dall'esterno. Il suo nome è dato dalla sigla dell'associazione sviluppatrice, o anche dal nome di "Peripheral Component Microchannel Interconnect Architecture" attribuito in seguito dall'IBM. L'interfaccia è stata sviluppata dalla Personal Computer Memory Card International Association (PCMCIA) al fine di permettere l'espansione delle funzionalità di tali dispositivi portatili.
La versione più recente del PC Card era la CardBus, sostituita nel 2003 dall'ExpressCard, la nuova interfaccia elettronica esterna per dispositivi elettronici portatili sviluppata sempre dalla Personal Computer Memory Card International Association.

## Descrizione
Lo standard PC Card prevede nel dispositivo elettronico che lo utilizza uno slot accessibile dall'esterno del dispositivo dove alloggiare schede elettroniche removibili che implementano le varie funzionalità aggiuntive.

## Evoluzione dello standard

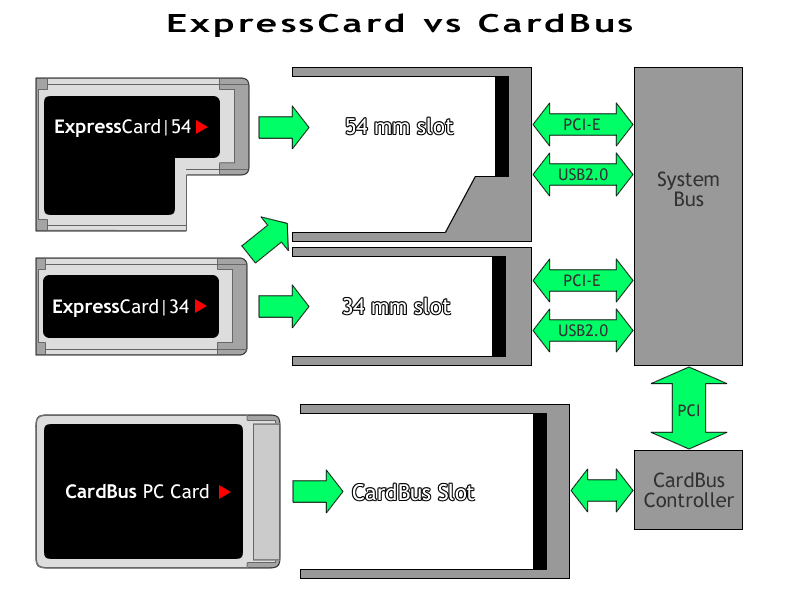
ExpressCard e CardBus a confronto

Le prime PC Card, inizialmente denominate PCMCIA Card, erano di Tipo I e supportavano le attuali Memory Card (per esempio le Flash Memory Cards ATA Tipo I), così come DRAM e memorie flash. Le PC card Tipo II aggiungono funzioni di I/O alla memoria, ed il Tipo III le ha ulteriormente espanse. L'uso come porte di I/O compatibili con vari dispositivi ha largamente preso il sopravvento sull'uso come sola unità di memoria, con il risultato che sono apparse sul mercato tutta una serie di memorie flash competitive rispetto allo standard ATA Tipo I per quanto riguarda le dimensioni e le funzionalità (CompactFlash, MiniCard, e SSFDC (SmartMedia), Secure Digital).
Una PC Card ha dimensioni simili a quelle di una carta di credito e tre taglie, che differiscono per lo spessore: il Tipo I ha spessore 3,3 mm, il Tipo II 5,0 mm ed il Tipo III 10,5 mm. Tutti e tre i tipi sono larghi 54,0 mm. La maggior parte dei Notebook presenti sul mercato sono equipaggiati con 2 slot per il Tipo II, oppure con un solo slot per il Tipo III.
Con la crescente tendenza a rimuovere dai nuovi modelli di notebook alcuni dei vecchi tipi di porte (le cosiddette legacy ports, ovvero le porte obsolete), molti notebook venivano equipaggiati soltanto con slot per PC card di Tipo II. Fortunatamente la maggior parte delle PC card di Tipo III erano hard disk esterni, che recentemente sono stati sostituiti con soluzioni che utilizzano porte USB, FireWire oppure memorie flash. PC card di memoria, come le memorie flash ATA Tipo I, continuano ad essere disponibili realizzate nel Tipo I.
Come evidenziato dal nome originario (PCMCIA Card), le prime PC Card erano state prodotte per realizzare espansioni di memoria, ma l'esigenza di avere uno standard universale per collegare altre periferiche ai notebook ha portato alla realizzazione di tutta una serie di dispositivi disponibili in questo formato, come schede di rete, modem e hard disk. le specifiche elettriche delle PC card sono le stesse adottate per le CompactFlash, e quindi i relativi adattatori sono semplici adattatori del connettore.

## CardBus
La versione originale delle PCMCIA disponeva di un bus a 16-bit, simile a quello ISA. Le CardBus, invece, utilizzano un bus a 32-bit, 33 MHz PCI, con la stessa esecuzione fisica delle schede precedenti. La tacca sulla parte sinistra del frontale è leggermente meno profonda, di modo che è impossibile inserire un CardBus a 32-bit in uno slot che deve accettare solo schede a 16-bit. La maggior parte degli slot permettono l'inserimento sia delle CardBus che delle schede originali a 16-bit. La CardBus è dotata della funzionalità bus mastering, che consente al controller del bus di dialogare direttamente con altri dispositivi, senza passare attraverso la CPU. Molti chipset sono disponibili, sia per carte PCI che per le CardBus, così come per quelle che supportano le connessioni Wi-Fi.